# Guido Michelini
Guido Michelini (Parma, 2 luglio 1951 – Parma, 25 novembre 2020) è stato un glottologo e linguista italiano, esperto di indoeuropeistica con particolare riferimento alla baltistica e, nell'ambito italiano, di emiliano e dialetto parmigiano. Per buona parte della propria carriera è stato docente di linguistica generale presso l'Università di Parma.

## Biografia
Guido Michelini nasce a Parma il 2 luglio 1951. Il padre, Riccardo, era un operatore telefonico con un particolare interesse verso la storia del periodo rivoluzionario e napoleonico, la madre lavorava come sarta. Durante l'infanzia abita per diversi anni in alcuni appartamenti adiacenti alla storica Certosa di Parma. Lo zio paterno prese parte alle barricate di Parma del 1-6 agosto 1922 guidate da Guido Picelli. Si spegne a Parma il 25 novembre 2020.

### Formazione
Nell'ottobre 1957 Michelini inizia a frequentare la scuola pubblica intitolata ad Angelo Mazza, ubicata all'epoca in piazzale San Sepolcro, passando nel 1962 al liceo "Giovanni Pascoli" e nel 1965 al liceo "Gian Domenico Romagnosi": qui si troverà ad avere come insegnante di greco e latino Ettore Cosenza, che si scoprirà poi essere stato membro di spicco della resistenza partigiana delle zone collinari di Salsomaggiore Terme e Fidenza. Il suo posto nell'istruzione di Michelini verrà preso in seguito da Vincenzo Pernigotti, già docente di Giacomo Ulivi.
Nell'estate del 1969, dopo aver conosciuto uno studente di filologia classica dell'Università di Bologna decide di procurarsi la Grammatica storica della lingua greca di Luigi Heilmann e l'Introduzione agli studi comparati delle lingue indoeuropee di Antoine Meillet, e decide di conseguenza di intraprendere all'ateneo bolognese gli studi universitari. Oltre al già citato Heilmann, del quale seguirà anche dei corsi di filologia germanica, Michelini si troverà a essere allievo anche del grecista Enzo Degani. Tra le due figure tuttavia, Heilmann è stato sicuramente quello che maggiormente ha contribuito alla sua formazione di indoeuropeista, il che si evince dalla bibliografia che lo stesso Heilmann consigliava a Michelini, e i cui contenuti si riveleranno poi tutti alla base della sua formazione: lo Handbuch der griechiscen Dialekten curato da Thumb, Kieckers e Scherer; lo Handbuch des Sanskrit di Thumb e Hauschild; il Mémoire sur le système primitif des voyelles dans les langues indo-européennes di Saussure; gli Studia indoeuropejskie di Jerzy Kuryłowicz; le Origines de la formation de noms en Indo-Européen di Benveniste. In tutto ciò, il giovane Michelini viene affiancato anche da Maria Grazia Tibiletti-Bruno, esperta di antico persiano ed ex allieva di Vittore Pisani col quale anche Michelini entrerà in contatto. Durante una conferenza dello Heilmann, Michelini "scopre" del lituano, e di quanto questo fu utile a Saussure, il che lo portò a procurarsi lo Handbuch der litauischen Sprache di Alfred Senn, che si rivelerà fondamentale per gli studi successivi.
Nel luglio 1974 sostiene la discussione della tesi di laurea, dal titolo La questione delle consonanti laringee nella protolingua indoeuropea col relatore Luigi Heilmann, raggiungendo la lode. Nel settembre successivo sempre con la consulenza di Heilmann inizia a valutare la possibilità di un periodo di studio in Lituania, la cui possibilità viene poi confermata da Marcello Durante e dal CNR. Nell'attesa, sosterrà un periodo di formazione all'Università di Pisa, dove avrà modo di seguire le lezioni di linguistica sanscrita di Lazzeroni e di linguistica greca di Berrettoni; quest'ultimo era sostenitore delle tesi di Kuryłowicz e di Calvert Watkins.

#### Il periodo lituano e tedesco
Nel 1975 Michelini parte per Vilnius, dopo essersi procurato il Litauisches etymologisches Wörterbuch di Ernst Fraenkel. Nel periodo di tirocinio in Lituania, durato otto mesi, verrà affiancato dal professor Vytautas Mažiulius. Il periodo lituano si rivelerà molto fertile e ricco di contatti, tra i quali possiamo menzionare: la professoressa Beatričę Strimaitienę, docente di italiano dalla quale riceverà lezioni di lingua lituana; il traduttore Juozas Meškauskas; i linguisti Vytautas Vitkauskas e Jadvyga Kardelyte; il direttore della biblioteca universitaria Antanas Stravinskas. Da qui Michelini riesce a costruire una fitta rete di contatti con persone lituane espatriate, le quali alle volte sapevano già di lui poiché le persone non residenti nell'Unione Sovietica che riuscivano a soggiornare al di là della cortina di ferro erano molto poche. Dopo il rientro a Parma, segue per Michelini un periodo di soggiorno formativo ad Amburgo dove segue, tra gli altri, il corso di fonetica del fonetista Otto von Essen.

### La docenza in Italia
Nel dicembre 1978 Michelini inizia a lavorare come borsista all'Università Cattolica del Sacro Cuore di Milano, dove si lega a Eddo Rigotti, anch'esso ex allievo dello Heilmann: in questo periodo terrà un corso annuale sul Corso di Saussure per il Rigotti e uno sull'importanza del lituano negli studi di indoeuropeistica per padre Ereminui. Su consiglio del Rigotti poi, compirà degli studi comparativi che lo porteranno alla pubblicazione nel 1981 de La linguistica testuale e l'indoeuropeo: il passivo, che fungerà anche da tesi di dottorato per il dottorato di ricerca sovietico che conseguirà a Vilnius lo stesso anno, avendo come relatore il già citato Mažiulis, e come controrelatori Vytautas Ambrazas e Albertas Rosin: in questo senso, Michelini è stato il primo straniero a diventare dottore di ricerca in Lituania dopo la fine della guerra. Notando che i rapporti tra Michelini e la Lituania procedevano molto bene anche da un punto di vista "diplomatico", considerati anche gli ottimi rapporti che legavano Michelini all'allora rettore dell'Università di Vilnius Jonas Kubilius, Giancarlo Bolognesi lo invita a far parte della Scuola Linguistica di Milano guidata da Pisani.
Una volta conseguito il dottorato di ricerca sovietico, Michelini inizia a lavorare su un secondo testo per conseguire il dottorato in filologia, sempre col supporto di Rigotti e di Heilmann: verrà pubblicato dunque nel 1985 Tempo (-aspetto) e modalità nelle lingue baltiche. Nel frattempo, nel maggio 1984 viene nominato assistente ordinario del prof. Bolognesi, sempre alla Cattolica di Milano, prima di diventare, nel 1986, professore ordinario di linguistica, avviando concretamente il percorso nel 1987. Come primo ateneo da docente ordinario sceglierà l'Università degli Studi della Basilicata con sede a Potenza, dove al tempo era rettore il prof. Cosimo Damiano Fonseca. Su consiglio di Rigotti, dall'unione tra il suo volume del 1985 e i Prolegomeni pubblicati a Parma l'anno precedente darà alla luce nel 1988 Linguistica stratificazionale e morfologia del verbo con applicazione alle lingue baltiche. A ottobre dello stesso anno sostiene la discussione della terza tesi di dottorato, intitolata Categorie di tempo, azione e modalità e loro funzionamento nelle lingue baltiche, che gli varrà la nomina a scienziato lituano da parte del Consiglio scientifico lituano.
Nel 1989 nel frattempo quella fu la Facoltà di Pedagogia di Parma fu trasformata in Facoltà di Lettere e Filosofia: qui Michelini tiene il corso di linguistica, spostandosi dunque tra Parma e Potenza per alcuni anni. Nella primavera del 1990 è tra i firmatari per la fondazione a Roma dell'Associazione italiana per la Lituania: attraverso questa realtà associativa si svolsero dei tentativi di avvicinamento culturale tra Italia e Lituania, i quali dovettero essere certamente molto apprezzati soprattutto sul fronte lituano. In questo contesto che qualche hanno dopo Michelini riceverà dal ministro della cultura lituano Saulius Šaltenis la medaglia P. Repšis per i servizi resi alla Lituania.

#### Il ritorno a Parma
Già dal 1993 Michelini collabora con l'Università Vytautas Magnus grazie ai contatti con il professor Aleksandras Vanagas: qui Michelini tiene in particolare dei corsi di linguistica testuale; la collaborazione durerà fino al 2005. Nel 1994 Michelini riesce a ottenere, all'Università di Parma, un incarico come docente di linguistica (nonostante il Rigotti avesse desiderato la sua presenza alla Cattolica di Milano) e dal 2005 di filologia baltica. Grazie ai suoi sforzi sempre nel 2005 è stato anche attivato un corso di lingua lituana a cura della professoressa Birutė Žindžiūtė, il che costituiva un unicum nel panorama italiano degli studi di lingue straniere. Dal 1996, dopo aver conosciuto il rettore dell'Università di Klaipėda, Stasys Vaitekūnas, inizia a collaborare anche con questo ateneo: in seno a questa collaborazione l'ateneo klaipėdiano pubblica diversi contributi di Michelini atti a valorizzare alcuni elementi rilevanti del panorama storico-letterario lituano, come Gli inni sacri dei lituani di Prussia (2002), che si concentra su una sezione del catechismo cattolico compresa tra il 1547 e il 1666 ricostruendone i legami con le fonti tedesche, polacche e latine. Sempre l'ateneo di Klaipėda nel 2000 gli conferisce il dottorato honoris causa. Nel frattempo, i rapporti iniziati nel 1975 con l'Università di Vilnius non si erano mai interrotti, e anzi a un certo punto erano stati ravvivati dall'ex allievo Antanas Smetona: questo contatto ha portato a una convenzione tra l'ateneo della capitale lituana e quello parmigiano che dal 2013 consente agli allievi del secondo di seguire alcune lezioni in loco tenute nelle sedi del primo. Risale al 2007 la nomina a membro straniero dell'Accademia lituana delle scienze, al 2009 quella a membro accademico dell'Accademia cattolica lituana delle scienze.
L'impegno accademico a Parma è anche occasione per Michelini di approfondire gli studi e le ricerche sul patrimonio linguistico dell'Emilia. Il secondo decennio degli anni Duemila è stato un importante momento di richiamo dell'attenzione su questo patrimonio: arriva, a Parma, un momento in cui le associazioni culturali locali, come la Famija Pramzana, fondata nel 1947, e Parma Nostra, fondata nel 1979, uniscono le forze mettendo in piedi nel 2016 la Consulta per il dialetto parmigiano (sebbene il Mezzadri faccia risalire la nascita di questa al 2014). In questo contesto, in quanto unico esperto locale con una formazione scientifica, Michelini gioca un ruolo importante: pubblica nel 2017 Il dialetto di Parma: il sistema linguistico, riaprendo un dibattito scientifico e divulgativo che era andato scemando dopo l'opera di Guglielmo Capacchi, ma anche tentando di imbastire un rinnovo della tradizione legata al parmigiano.

### Attività traduttiva
Al di là dei lavori di ricerca, Michelini si è occasionalmente occupato anche di traduzioni dal lituano all'italiano: in particolare, ha tradotto in italiano La selva di Anykščai (Anykščių šileli, 1990) di Antanas Baranauskas e i Canti lituani della Siberia (1991).

## Opere
- La linguistica testuale e l'indoeuropeo: il passivo, Brescia, La Scuola, 1981
- Linguistica stratificazionale e morfologia del verbo (con applicazione alle lingue baltiche), Brescia, La Scuola 1988
- La peste del 1630 a Parma e provincia, Potenza, Università degli Studi della Basilicata, 1994
- Mažvydo Gesmes Chriksczoniskas: pirmas lietuviškas giesmynas - Gli Inni Cristiani di Mažvydas: il primo innario lituano, Vilnius, Versus Aureus, 2007
- Mažosios Lietuvos giesmynų istorija [Storia degli innari della Lituania Minore], Klaipėda, Klaipėdos Universiteto leidykla, 2009
- Jono Berento Iß naujo pérweizdetos ir pagérintos Giesmu Knygos. Mörlino traktato pritaikymas poezijoje [L’”Innario riveduto e corretto nuovamente” di Jonas Berentas: un’applicazione del trattato di Mörlin alla poesia] Vilnius, Lietuvos mokslų akademijos leidykla, 2010
- Il dialetto di Parma. Il sistema linguistico, Parma, Silva Editore, 2017
- Linguistica generale, Parma, Silva Editore, 2019.